# NGC 4383
NGC 4383 (другие обозначения — UGC 7507, IRAS12228+1644, MCG 3-32-30, ZWG 99.44, MK 769, VCC 801, KUG 1222+167, PGC 40516) — спиральная галактика (Sa) в созвездии Волос Вероники.
Спектральные характеристики галактики указывают на то, что в её центре происходит вспышка звездообразования. Изображение в линии H-альфа и в линиях ионизованного азота показывает «волокна» ионизованного газа в галактике, что, возможно, означает сильное отличие от кругового движения в галактике. Галактика относится к скоплению Девы.
Этот объект входит в число перечисленных в оригинальной редакции «Нового общего каталога».

## Вспышка звездообразования породила гигантский отток газа из галактики NGC 4383
Это заметили наземные телескопы https://nplus1.ru/news/2024/04/24/outflow-starburst